# Nole Duima (huyện)
Huyện Nole Duima là một huyện (distrito) thuộc tỉnh Ngäbe Buglé ở Panama. Theo điều tra dân số năm 2000, huyện này có dân số 9294 người. Huyện Nole Duima có diện tích 172 km². Huyện lỵ đóng tại Cerro Iglesias.